# Ориндж Каунти Чопърс
„Ориндж Каунти Чопърс“ (на англ.: Orange County Choppers) е американска компания за производство на мотоциклети по поръчка, тип „Чопър“.
Компанията е популярна с поредицата „Американски чопър“, представяна по телевизия Discovery Channel от 2002 година. Предаването е изготвено в стил реалити шоу, и представя разработката, проектирането и изработването на поръчкови мотори и е много популярно по цял свят, включително и в България. За шоуто компанията произвежда така наречените „тематични мотори“, които се отличават с предварително избран символ, по който се разработва машината.
Основана е през 1999 година от Пол Тътъл-старши (Paul Teutul Sr.) и Пол Тътъл-младши (Paul Teutul Jr.)

## Тематични мотори
Някои от култовите мотоциклети на компанията, разработени за поредицата на Discovery Channel:
- Черната вдовица (Black Widow Bike) – изработен с множество детайли, наподобяващи паяжина. Издържан е в черно и червено.
- Пожарникарския мотоциклет (Firefighter Bike) – посветен на загиналите пожарникари в атентата срещу Световният търговски център в Ню Йорк на 11 септември 2001 година. Мотора е в червен цвят, джантите са изработена като емблемата на „Противопожарната команда на Ню Йорк“, има стилизирана стълба, брадва и е снабден със сигнална система. Горивният резервоар е с формата на противопожарен камион а масленият резервоар е направен по подобие на кислородна бутилка, част от дихателната система на пожарникарите. В мотора е вграден автентичен детайл от руините на Световния търговски център.

- Liberty Bike – създаден за компанията която извършва реставрирането на Статуята на свободата в Ню Йорк, САЩ. В мотора са вложени материали, използвани при реставрацията (мед с която са били помеднени детайли от чопъра).
- New York Jets Bike – мотоциклет посветен на един от най-популярните футболни тимове в САЩ - „Ню Йорк Джетс“. Боядисан е в цветовете на тима (бяло и зелено). Емблемата на Джетс е поставена върху джантите.
- POW/MIA Bike (POW -„военно-пленници“ MIA – „изчезнал по време на акция“)- Мотоциклет създаден от Пол Тътъл-старши, в чест на американските войници, пленени по време на военни действия.
- Команчи „Comanche Bike“ – моотоциклет, пресъздаден от Пол Тътъл джуниър от бойните хеликоптери – „Команчи“. Боядисан в цвят като хеликоптерите (дори двигателя). Върху задния калник е стилизирана опашната перка на машината, горивният резервоар е оприличен на кабината и са изработени стилизирани ракетни установки под резервоара и роторно оръдие пред двигателя.
- Snap-On Bike – мотоциклет, изработен по поръчка на американската фирма за производство на иструменти и ремонтно оборудване „Snap-On“. Главен дизайнер на машината е Пол Тътъл-джуниър. В изработването на мотора екипа използва множество инструменти (гаечни клучове, тресчотки, накрайници, инбуси), вграждайки ги на ключови места върху мотора. Има стилизирана кутия за инструменти а джантите са изработени като извите гаечни ключове. Чопъра е в боядисан в червено и бяло.

- Mikey Blues Bike – чопър, изработен по проект на Майкъл Тътъл. Това е първия мотоциклет създаден с участието му. Изработен е в класически стил, задният калник и стопа са оприличени на такива от американски автомобил от 50-те години, с типичното за това време „крило“. Изпускателните тръби са изведени ниско и са снабдени със специално изработени за модела накрайници.
- Коледният мотор „Christmas Bike“ – чопър, изработен в духа на Коледа от екипа на „Ориндж Каунти Чопърс“. При изработването му, водеща е идеята за шейната на Дядо Коледа. Джантите са изработени като захарни пръчици, предният калник е като глава на елен, върху волана има поставени еленови рога, под двигателя са поставени ски, боядисан е в червено, покрит със снежинки.